# Riserva naturale Foce del Crati
La riserva naturale regionale Foce del fiume Crati è un'area naturale protetta situata nei comuni di Corigliano-Rossano e Cassano all'Ionio, in provincia di Cosenza. La riserva occupa una superficie di 300 ettari ed è stata istituita nel 1990.